# Bartleby ou les Hommes au rebut
Pour les articles homonymes, voir Bartleby (homonymie).
Pour plus de détails, voir Fiche technique et Distribution.
Bartleby ou les Hommes au rebut est un moyen métrage français sorti en 1993.

## Synopsis
Précieuse acquisition pour l'avoue que ce jeune Bartleby : un copiste zélé, inlassable, imperturbable. Jusqu'au jour où la machine se dérègle, Bartleby aimerait autant ne pas obéir.

## Fiche technique
- Titre : Bartleby ou les hommes au rebut
- Réalisation : Véronique Tacquin (pseudonyme d'auteure : Véronique Taquin)
- Scénario : Véronique Tacquin, d'après l'œuvre d'Herman Melville
- Photographie : Alain Levent
- Genre : drame
- Durée : 34 minutes
- Date de sortie : 1993

## Distribution
- Daniel Gélin
- Manuel Gélin
- Marc Dudicourt
- Jean-François Perrier
- Hugues Quester